# Lutherska bekännelsekyrkan i Finland
Lutherska bekännelsekyrkan i Finland (förkortas LBK-F; på finska: Suomen luterilainen tunnustuskirkko) är, sedan den 19 augusti 2004, ett registrerat trossamfund i Finland.
LBK-F består av två församlingar; den en finns i Haukipudas, den andra i Helsingfors. Helsingfors församling har verksamhet i Helsingfors, Vasa och Lembois. Haukipudas församling har verksamhet i trakten av Uleåborg.
LBK-F bekänner sig till alla de lutherska bekännelseskrifter, som, sedan 1580, är samlade i Konkordieboken, som man i allt anser överensstämma med Guds ord.
LBK-F har kyrkogemenskap med den Konfessionella evangelisk-lutherska konferensen, som består av nitton kyrkor runt om i världen, däribland Lutherska bekännelsekyrkan i Sverige och Norge. I Finland har LBK-F kyrkogemenskap med svenskspråkiga S:t Johannes evangelisk-lutherska församling i Vasa och Pedersöre.